# Radzovce
Radzovce este o comună slovacă, aflată în districtul Lučenec din regiunea Banská Bystrica. Localitatea se află la altitudinea de 261 m deasupra n.m., se întinde pe o suprafață de 18,79 km2 și în 2017 număra 1.551 de locuitori. Se învecinează cu comuna Stará Bašta.

## Istoric
Localitatea Radzovce este atestată documentar din 1246.

## Demografie
| An:                | 1994 | 2004   | 2014   | 2024   |
| ------------------ | ---- | ------ | ------ | ------ |
| Număr de persoane: | 1620 | 1601   | 1553   | 1557   |
| Diferență:         |      | −1,17% | −2,99% | +0,25% |

| An:                | 2023 | 2024   |
| ------------------ | ---- | ------ |
| Număr de persoane: | 1548 | 1557   |
| Diferență:         |      | +0,58% |